# Huzziya I
Huzziya (fl. XVI secolo a.C.) è stato un sovrano ittita.

## Biografia
Membro acquisito della famiglia reale ittita, essendo cognato di Telipinu, figlio del re Ammuna, mise in atto, alla morte del sovrano, avvenuta per cause probabilmente naturali attorno al 1525 a.C., un fulmineo colpo di stato. Con la complicità del comandante delle guardie di palazzo, Zuru, fece assassinare Titti e Hantili, i figli maggiori del sovrano, e le loro famiglie, impossessandosi così del trono.
Il suo regno fu però di breve durata: resosi conto che il trono non sarebbe stato al sicuro finché anche il cognato Telipinu, marito di sua sorella Ištapariya e probabilmente unico figlio di Ammuna superstite, fosse rimasto in vita, poco dopo il colpo di stato progettò di eliminarlo. Fu invece il giovane rampollo reale, scoperto il progetto di Huzziya, a prevenire le azioni del cognato ed a mettere in piedi un "contro colpo di stato": Telipinu catturo' Huzziya, lo imprigiono' con la sua famiglia e poi lo esiliò assieme ai suoi cinque fratelli, salendo egli stesso sul trono di suo padre.